# François Villeroi
François Villeroi, francoski maršal in politik, * 1644, † 1730.